# William Bates
Pour les articles homonymes, voir Bates.
 (juillet 2022).
 (décembre 2015).
Améliorez-le ou discutez des points à vérifier. 
 (septembre 2021).
William Horatio Bates (23 décembre 1860 – 10 juillet 1931) est un ophtalmologiste new-yorkais, professeur et chirurgien. Il mit au point au début du XXe siècle d'une méthode pseudo-scientifique de prise en charge de la vue qui porte son nom — la méthode Bates. Il prétend notamment que l'utilisation de lunettes est nuisible pour la vue. L'efficacité de cette méthode n'a jamais été démontrée scientifiquement.

## Parcours professionnel
Diplômé en agriculture à l'université Cornell en 1881, William Bates est reçu médecin en 1885 par l'École de médecine et de chirurgie de l'université Columbia de New York. En 1886, il devient assistant à la clinique oto-ophtalmologique de Manhattan et exerce en parallèle son métier de médecin dans plusieurs centres hospitaliers de New York, dont l'hôpital Bellevue, les dispensaires Nord et Nord-Est et l'hôpital de Harlem, où il instaure régulièrement des journées de consultations gratuites pour les pauvres[réf. souhaitée]. Il enseigna l'ophtalmologie à l'École supérieure de médecine, la New York Postgraduate Medical School. Il renonça à certains de ses engagements professionnels en 1896 pour se consacrer à des recherches sur la vue. Il devint, en 1910, président de la Société médicale du district de Grand Forks[source insuffisante].

## Méthode Bates
La méthode Bates est le nom donné aux procédés de médecine alternative censés améliorer la vue. En plus d'un siècle, aucune étude scientifique n'a pu prouver son efficacité,.
Quasiment tous les procédés nécessitent une échelle de lecture de Snellen placée à au moins 3 m des yeux de la personne qui la regarde.
L'application de la méthode Bates repose sur cinq activités :
- Le Palming, ou l'apposition des paumes des mains sur les yeux pour les reposer;
- Le Sunning, ou ensoleillement (regarder le soleil dans les yeux), qui permet d'assouplir la pupille;
- Le Shifting, ou déplacement des yeux sur l'objet observé pour voir chaque détail de la vision centrale;
- Le Swinging, ou balancement du poids du corps de gauche à droite pour élargir le champ visuel;
- Le Work on Eye chart, ou le travail sur les tableaux de lettres pour approfondir la vue de près ou de loin.

## Publications
The Cure of Imperfect Sight by Treatment Without Glasses est l'œuvre majeure du Dr Bates. En 1943, sa femme, Emily Bates, en publie une version abrégée sous le titre de Better Eyesight Without Glasses, où sont supprimées quelques allégations controversées, telles que « l'imagination du noir parfait » comme substitut de l'anesthésie, ou encore la recommandation de regarder le soleil.